# Giovanni De Gennaro
Giovanni De Gennaro (n. 21 iulie 1992, Brescia, Italia) este un caiacist ce a reprezentat Italia, medaliat olimpic. A participat la 3 ediții ale Jocurilor Olimpice (2016, 2020, 2024) în care a câștigat o medalie de aur.